# Shiny Happy People
Shiny Happy People ist ein Lied der US-amerikanischen Rockband R.E.M. Es erschien erstmals am 8. März 1991 als Teil des Albums Out of Time sowie als Single am 6. Mai 1991.

## Inhalt
Das Lied wurde von R.E.M. geschrieben. Die Produktion erfolgte durch die R.E.M.-Mitglieder und Scott Litt. Es enthält einen Gesangspart von Kate Pierson.
Shiny Happy People kam beim Publikum gut an, obwohl es der Band nie wirklich gefiel. Michael Stipe sagte 2016: „...Wenn ein Song ins All geschickt werden würde, um R.E.M. für den Rest der Zeit zu repräsentieren, so möchte ich nicht, dass es Shiny Happy People ist.“
Das Lied wurde vom Magazin Blender in ihrer Liste der 50 schlimmsten Lieder aller Zeiten auf Platz 35 eingestuft. Die Zeitschrift Q setzte das Lied auf ihre Liste „Zehn schreckliche Aufnahmen von großen Künstlern.“

## Kommerzieller Erfolg

### Chartplatzierungen
| ChartsChartplatzierungen       | Höchstplatzierung | Wochen |
| ------------------------------ | ----------------- | ------ |
| Deutschland (GfK)              | 10 (25 Wo.)       | 25     |
| Österreich (Ö3)                | 14 (10 Wo.)       | 10     |
| Vereinigte Staaten (Billboard) | 10 (15 Wo.)       | 15     |
| Vereinigtes Königreich (OCC)   | 6 (11 Wo.)        | 11     |

| ChartsJahrescharts (1991)      | Platzierung |
| ------------------------------ | ----------- |
| Deutschland (GfK)              | 37          |
| Vereinigte Staaten (Billboard) | 100         |
| Vereinigtes Königreich (OCC)   | 69          |

### Auszeichnungen für Musikverkäufe
| Land/Region                  | Auszeichnungen für Musikverkäufe (Land/Region, Auszeichnung, Verkäufe) | Verkäufe |
| ---------------------------- | ---------------------------------------------------------------------- | -------- |
| Italien (FIMI)               | Gold                                                                   | 35.000   |
| Spanien (Promusicae)         | Platin                                                                 | 60.000   |
| Vereinigtes Königreich (BPI) | Platin                                                                 | 600.000  |
| Insgesamt                    | 1× Gold · 2× Platin ·                                                  | 695.000  |

Hauptartikel: R.E.M./Auszeichnungen für Musikverkäufe

## Trivia
Shiny Happy People war ursprünglich als Titellied für die Sitcom Friends vorgesehen und wurde für die Pilotfolge verwendet. Da Michael Stipe jedoch das Angebot für eine Nutzung nicht annahm, wurde das Lied I’ll Be There for You geschrieben, welches laut Stipe Shiny Happy People sehr ähnlich ist.